# Martí (Cuba)
Martí è un comune di Cuba, situato nella provincia di Matanzas.

## Storia
La città è stata fondata nel 1835 con il nome di Hato Nuevo sul luogo del ranch Bibanosí. Il 24 dicembre 1898 il nome fu cambiato in Martí, in onore dell'eroe dell'indipendenza José Julián Martí Pérez.